# SSMP
SSMPは日本の音楽ユニット。

## 概要
ユニット名は、Sean Browney Sentimental Music Project（ショーンブラウニーセンチメンタルミュージックプロジェクト）の頭文字から。
永田ショーザブローを中心とした音楽制作プロジェクト。作詞・ヴォーカルのリリィミンツ、作曲・キーボードのショーンブラウニーがコアメンバー。
SSMPの制作する音楽を先入観なしで聞いてもらいたいという願いから、属性を現さないアバタースタイルで活動している。
渋谷区発をかかげ、都市で生きることの悲喜交々を表現している。
メンバー同士は顔を合わせることなく、プロデューサーの永田ショーザブローを核としてPro Toolsを使用して遠隔作業で楽曲制作が行われている。

## 来歴
- 2012年、活動開始。
- 2015年11月、自主レーベルSTELLA RECORDS TOKYOより1stアルバム「世界はそう、コバルトに」をリリース。
- 2016年12月、同レーベルから2ndアルバム「メトロポリタン　ゲシュタルト」をリリース。
- 2019年11月、ビクターエンタテインメントより3rdアルバム「I LOVE TOKYO」をリリース[1]。
- 2020年ころから配信シングルを年に3〜4曲をリリースしている。
- 2024年、初のコレクションアルバム「SSMP bittersweet days collection」をリリース。

## ディスコグラフィ

### アルバム
|     | リリース       | タイトル                    |
| --- | -------------- | --------------------------- |
| 1st | 2015年11月11日 | 世界はそう、コバルトに      |
| 2nd | 2016年12月1日  | メトロポリタン ゲシュタルト |
| 3rd | 2019年11月6日  | I LOVE TOKYO                |

### コレクションアルバム
| リリース      | タイトル                    |
| ------------- | --------------------------- |
| 2024年3月15日 | bittersweet days collection |

### シングル
|      | リリース       | タイトル                                 |
| ---- | -------------- | ---------------------------------------- |
| 1st  | 2020年11月27日 | birthday                                 |
| 2nd  | 2021年1月31日  | それでも、また目が醒めたら               |
| 3rd  | 2021年5月31日  | アイスキャンディ                         |
| 4th  | 2021年9月16日  | 世界はそう、コバルトに                   |
| 5th  | 2021年12月20日 | 風の吹く方へ急ごう                       |
| 6th  | 2022年3月31日  | 特別なあしたじゃなくても                 |
| 7th  | 2022年6月30日  | 空は晴れている、僕だけが                 |
| 8th  | 2022年10月12日 | A GARDEN in the future Shibuya city      |
| 9th  | 2023年2月22日  | 永久凍土                                 |
| 10th | 2023年5月31日  | 銀河系箱庭                               |
| 11th | 2023年9月20日  | 星空とクランベリー                       |
| 12th | 2024年1月10日  | 不在通知                                 |
| 13th | 2024年5月15日  | EVERYBODY, WANT SOME CANDY?              |
| 14th | 2024年10月31日 | 想像上の怪物は                           |
| 15th | 2025年2月12日  | クレパスキュラー、日が暮れたら僕らの世界 |
| 16th | 2025年5月28日  | Picnic                                   |